# Signalna oblast
Proteinska signalna oblast sadrži informaciju za slanje datog proteina do određene lokacije u ćeliji. Ona se sastoji od aminokiselinskih ostataka koji su međusobno udaljeni u primarnoj sekvenci, ali su blizo jedni drugih u tercijarnoj strukturi savijenog proteina (pogledajte crveno obojenu oblast na dijagramu). Signalne oblasti se, za razliku od signalnih sekvenci, ne odsecaju od proteina nakon sortiranja. Veoma je teško predvideti njihovo postojanje. 
Signali za nuklearnu lokalizaciju su obično signalne oblasti, mada postoje i signalne sekvence. Oni su prisutne kod proteina predodređenih za transpot u jedro i omogućavaju selektivni transport iz citosola putem komleksa nuklearnih pora.

## Literatura
- Bruce Alberts; Alexander Johnson; Julian Lewis; Martin Raff; Keith Roberts; Peter Walter (2002). Molecular Biology of the Cell. New York: Garlard Science.  0815332181.
- Donald Voet; Judith G. Voet (2005). Biochemistry (3 изд.). Wiley. ISBN 9780471193500.